# Abell 31
 Abell 31  är en planetarisk nebulosa i stjärnbilden Kräftan på ett avstånd av 2000 ljusår.